# 沙溪事件
沙溪事件，是于2012年6月25日发生在中华人民共和国广东省中山市沙溪镇的一宗群体事件。其起因是一名在校学生和一名社会青年的二人冲突。这起冲突导致了大量外地民众聚集。

## 经过
2012年6月25日傍晚6时许，一名13岁的就读于中山市沙溪镇中心小学的小学生（沙溪鎮龍山村籍）在其学校门口与一名15岁辍学的社会青（重慶籍）发生争执，引起斗殴。两名路过的村民随即上前制止，并使用绳索捆绑社会青年，导致其面部受伤。沙溪公安分局立即赶赴现场，处理这起事件。
与此同时，这名社会青年的约30名家人及亲属到场后情绪十分地激动，并在龙山村委会处争吵理论。經市領導與當地黨委政府、市相關部門妥善調處，受到輕傷的有關人員及時得到治療，無人重傷，不過具體人數並未提及。
当天22时30分左右，在现场聚集的人员之数量（大部分非本地人）已经增加至300。23时许，部分人向村委会和政府驻扎地投掷石块，以示不满。沙溪公安分局再次调集特警维护现场的秩序，同时向群众承诺将依法办事，并劝说群众尽快离开。英国广播公司以及其它新闻媒体的记者在现场做了报道。
6月26日中午，大批四川民工包圍沙溪镇政府，政府出动防暴警察。当天傍晚6时许，事态已经基本得到控制。晚上7時30分，警方對聚集人群進行清場，声称已將為首滋事的20名違法犯罪嫌疑人強制帶離現場。9時許，清場結束，聚集人群散去。
網上傳播的「被當地人打死」的重慶籍少年也在中山广播电视台上公開接受采訪，承认其脸部受了轻微外伤，并对之前网上流传的事件因摘芒果或收保护费引发等谣言予以否认。

## 后续
2012年6月28日，中山市政府向新闻媒体通报此次事件：为了保障包括外来常住人口在内的312万中山市民的安全，该市警方通过严密防控，依法逮捕在中山沙溪镇滋事、打砸涉嫌违法犯罪人员。官方指无人重伤或死亡。
中山市公安局同日稱，政府已經將一名就該事件在網上散布治保會的打死人謠言的人員甘某依法拘留，並將追究其法律責任。所謂「打死4人」、「外地少年被打死」、「武警開槍致死人命」等純屬謠言。
《南方日报》报道，在微博上称有女孩被警察“打死倒地”的造谣人士也已向当地公安机关自首，并承认是“为了炒作”。